# Andrej Krasnov
Andrej Ivanovič Krasnov (in russo Андрей Иванович Краснов?; 14 giugno 1994) è un fondista russo.

## Biografia
In Coppa del Mondo ha esordito il 13 gennaio 2018 a Dresda in sprint (26°) e ha ottenuto il primo podio nella sprint a squadre del giorno successivo (3°). In carriera non ha preso parte né a rassegne olimpiche né iridate.

## Palmarès

### Coppa del Mondo
- Miglior piazzamento in classifica generale: 75º nel 2020
- 2 podi (a squadre):
  - 2 terzi posti